# San Francisco Jewish Film Festival

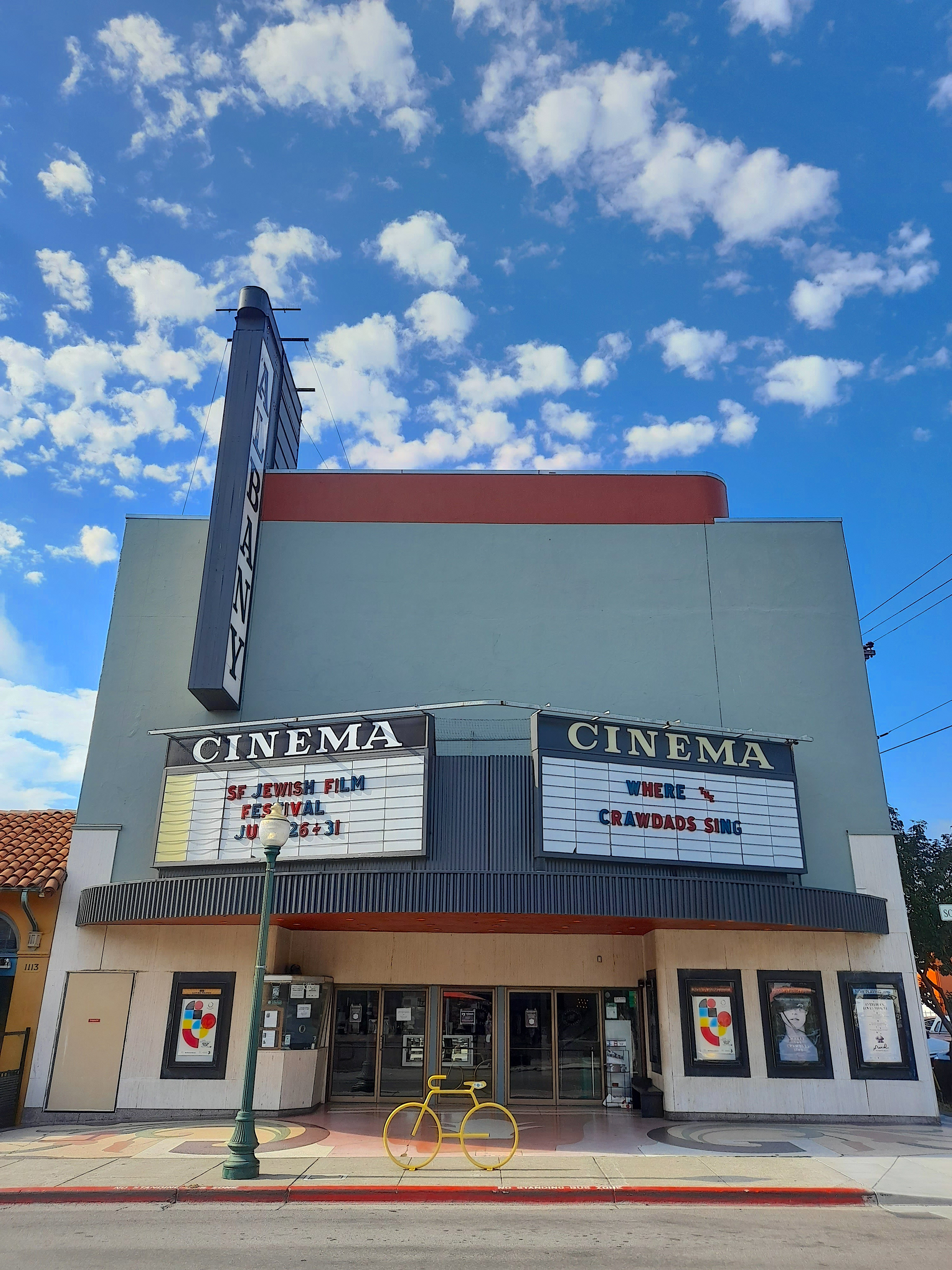
Cine Albany, una de las sedes del Festival Judío de San Francisco en la edición de 2022.

San Francisco Jewish Film Festival (o Festival de Cine Judío de San Francisco en español) es el festival de cine judío más antiguo en EE. UU. y, actualmente, el que logra más público, con una asistencia de más de cuarenta mil personas en 2016. Se celebra con proyecciones en distintas ciudades de la bahía de San Francisco: Berkeley, Oakland, San Rafael, Palo Alto y la propia San Francisco. Es un evento que se realiza en  verano y suele durar tres semanas. Su sede central es en el cine Castro de San Francisco. Tiene otras sedes menores en cines de San Francisco, Berkeley, Oakland, San Rafael, Albany y Palo Alto.
En el festival se presenta películas judías contemporáneas y clásicas de todo el mundo. En 2015, la organización se renombró como Jewish Film Institute (en español el Instituto de Cine Judío), conservando su nombre de "Festival de Cine Judío de San Francisco" solo para el evento anual de proyección de películas.
El Festival de Cine Judío de San Francisco también mantiene un archivo en línea de películas judías, y realiza proyecciones de películas individuales durante todo el año.
El festival se celebró por primera vez en el Roxie Theatre de San Francisco en 1980. En la edición de 2022 las sedes centrales fueron el cine Castro (en San Francisco) y el cine Albany (en Albany). 